# Mecanismo de Nambu—Goldstone
En teoría de campo de gauge, el mecanismo de Nambu—Goldstone describe una ruptura espontánea de simetría gauge global. Si la lagrangiana {\displaystyle {\mathcal {L}}} es invariante bajo una cierta simetría pero el estado del vacío {\displaystyle \left.|0\right\rangle } no ,entonces se dice que el sistema tiene una "simetría en modo Goldstone" y conlleva la existencia de campos extras.
Teorema de Nambu—Goldstone
Se puede demostrar que si {\displaystyle T_{ij}^{\alpha }\left\langle \phi _{j}\right\rangle \neq 0\rightarrow \exists } partículas sin masa (bosón de Nambu—Goldstone).